# Raftsundet
Raftsundet (nordsamisk: Ráktanuorri) er et 20 kilometer langt sund i Hadsel og Vågan kommuner i Nordland fylke  i Norge. Det går fra Ingelsfjorden i nord til Ulvågsundet og Øyhellsundet i syd og skaber forbindelse mellem Hadselfjorden og Vestfjorden. Det befærdes af Hurtigruten og  er hovedruten for skibstrafikken mellem Lofoten og Vesterålen. Turistattraktionen Trollfjorden ligger i Raftsundet.
Natten til 22. september 1954 kom nordgående et skib på hurtigruten, «Nordstjernen» ud af kurs i Raftsundet og ramte Seiholmen ved Hanøya helt mod nord i sundet. Skibet sank efter 20 minutter og fem mennesker omkom.

## Geografi
Øerne vest for Raft- og Ulvågsundet tilhører Lofotarkipelet og Hinnøya ligger på østsiden. Regionalt ligger de nordlige 17 km i Vesterålen og den  sydligste del i Lofoten. 
Fjeldene som omgiver sundet er omkring tusind meter på Austvågøya med blandt andet Olsanestinden (999 moh.), Svartsundtindan (1 050 moh.) og Trolltindan - mens de på Hinnøya går  op mod ca. 650 moh. med korte, lavere liggende dale mellem højderne som giver plads for lidt bebyggelse. Berggrunnen tilhører Skabelon:Ilsup hvoraf omkring halvdelen udgør Raftsundmangeritten. Vest for Ulvøya og Brakøya skærer Grunnfjorden og Trollfjorden sig ind mellem fjeldene. På østsiden går Tennfjorden og midtveis i sundet Raftvågen. Bredden er på mellem 3,4 km i sydenden og ca. 220 meter ved Trongstraumen. Ved Digermulen fortsætter to sunde mod syd: Øyhellsundet på vestsiden af Stormolla og Ulvågsundet på østsiden.

## Bosætning
Der er spredt bebyggelse langs hele Raftsundets østside med Kongselva, Tengelfjord, Raften og på Ulvøya i Hadsel. Digermulen i Vågan er den største af Raftsundbygdene. Det tidligere handelssted Hanøy ligger ved indløbet i nordvest.

## Trafik
Se også artiklen Lofast
Fylkesvej 868 (Nordland) langs østsiden af Raftsundet går fra Europavej E10 ved Raftsundbroen til Digermulen. Den blev åbnet i 1976 og havde kun forbindelse til andet vejnet med færgeforbindelser fra Kongelva til Kaljord og fra Digermulen til Svolvær. Da Raftsundbroen, som krydser sundet syd for Hanøy, åbnede i 1998 fik bygderne vejforbindelse østover til Svolvær. Ved åbningen af Lofast og Raftsundtunnelen i 2007 åbnede der også forbindelse østover mod Lødingen. Der går nu bilfærge fra Hanøy, via Brottøya og Lonkan, til Kaljord og fra Digermulen til Stormolla.

## Turisme
Flere selskaber tilbyder fjordcruise fra forskellige udgangspunkter til Raftsundet og Trollfjorden og hurtigruten har en afstikker ind i fjorden når vejret tillader det. I Raften er der en opstillingsplads for campingvogner og autocampere hvor skibstrafikken kommer tæt forbi.
Kejser Vilhelm 2. af Tyskland ankrede op ud for Digermulen i 1899 og kom senere tilbage flere gange. Dette bidrog til at gøre området kendt i udlandet, og førte til at Raftsundet blev det første sted for cruiseturisme i Lofoten.

## Raftsundet i kunst og litteratur
En række kunstnere har op gennem historien brugt Raftsundet som motiv. Af kendte maleri findes Gunnar Bergs Trollfjordslaget, den tyske Themistokles von Eckenbrechers Raftsund fra 1906, Adelsteen Normanns Sommernatt i Raftsundet og flere værker af Karl Erik Harr. 
Theodor Kittelsen lavede kunst og postkort med motiver fra Raftsundet, og omtalte det som «...et Billede fra en Eventyrfantasi, her må Stedet være, hvor Prinsessen blev bergtagen.» og Bjørnstjerne Bjørnson brugte følgende ord på at beskrive naturen: «Fjellformasjonene er så forrevne at intet Billede i min sjel fra Mytologiens eller Dramaets krets slår til for rett å utsi den forstenede Bevegelse jeg så på…».
Sagnene fra området fortæller blandt andet hvordan Trollsjøen blev til Trollfjorden ved et øksehug. Et andet sagn fortæller at Austvågøya og Hinnøya en gang hang sammen ved Trongstraumen og at et hug åbnede «Raftvalen» og gjorde sundet sejlbart.

## Referanser
1. ↑  Nordstjernen på dykkepedia.com. Besøkt 06. april 2012.
2. ↑  Svolvær historielag Hvordan Trollfjorden og Svolværgeita ble til. Besøkt 06.april. 2012.
3. ↑  Kulturhistorisk undring (kuling.net): Då Raftsundet vart sægla opp (Webside ikke længere tilgængelig) (Webside ikke længere tilgængelig). (Dialekt) Besøgt 06. april 2012.